# 赞恩·罗伯逊
赞恩·罗伯逊（英語：Zane Robertson，1989年11月14日—），生于哈密尔顿，新西兰男子田径运动员，主攻长跑。他曾代表新西兰参加2014年英联邦运动会田径比赛，获得男子5000米铜牌。